# リヴォニア・アベニュー駅
リヴォニア・アベニュー駅（英: Livonia Avenue）は、ブルックリン区ブラウンズヴィルとイーストニューヨークの境にあたるリヴォニア・アベニューとヴァン・シンデリン・アベニューの交差点に位置するニューヨーク市地下鉄BMTカナーシー線の駅である。L系統が終日停車する。

## 駅構造
| P ホーム階 | 相対式ホーム、右側ドアが開く | 相対式ホーム、右側ドアが開く                                                 |
| P ホーム階 | 北行線                       | ← 8番街駅行き（サッター・アベニュー駅）                                      |
| P ホーム階 | 南行線                       | → カナーシー-ロッカウェイ・パークウェイ駅行き（ニューロッツ・アベニュー駅）→ |
| P ホーム階 | 相対式ホーム、右側ドアが開く |                                                                              |
| P ホーム階 | 出口                         | ロングアイランド鉄道を越える歩道橋                                           |
| G          | 地上階                       | 出入口                                                                       |
| G          | 駅舎                         | 改札、駅員詰所、メトロカード自動券売機                                       |

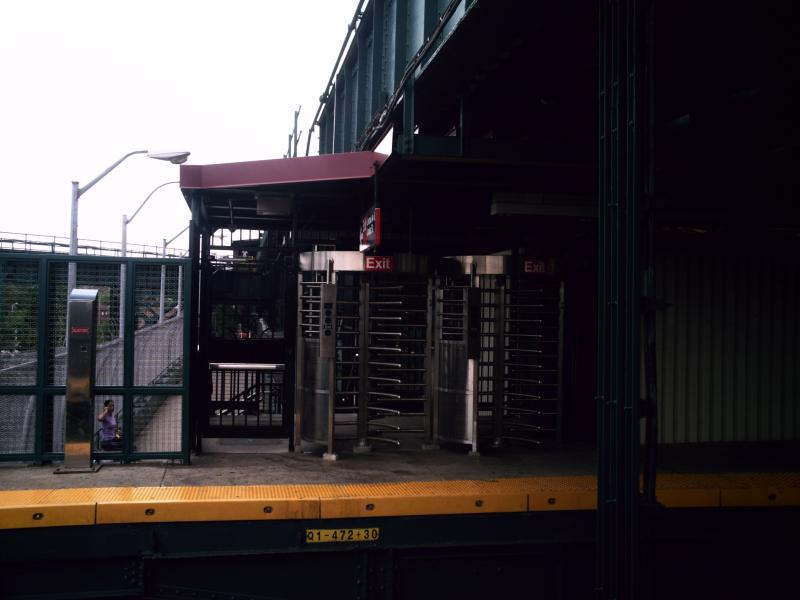
カナーシー方面ホームにある無人改札

リヴォニア・アベニュー駅は相対式ホーム2面2線の高架駅で、1906年12月28日に開業した。2005年から2006年にかけて改装工事を受けている。ホームは2本とも中央部にベージュの風防と赤い屋根が設けられ、ホーム両端は有刺鉄線のフェンスになっている。支柱やフレームはすべて緑に塗られている。
駅にはフィレモナ・ウィリアムソン(Philemona Williamson)が2007年に制作した Seasons という作品が飾られている。これは四季の出来事を描いたステンドグラスで、ホームの風防に取り付けられている。
リヴォニア・アベニュー駅のすぐ南側でリンデン工場への支線が分岐している。IRTニューロッツ線からも別の支線が延びており、リヴォニア・アベニューの上を越えた後、カナーシー線からの支線と合流してリンデン工場に繋がっている。この支線とリンデン工場構内には第三軌条が設けられていないため、入出区の際はニューヨークシティ・トランジット・オーソリティのディーゼル機関車が牽引する。

### 出入口
エントランスは1箇所で、ホームの真下に設けられた地上駅舎に設けられている。駅舎はヴァン・シンデリン・アベニューとリヴォニア・アベニューのT字路北側に面しており、自動改札機とトークン・ブース、各ホーム中央に出る階段が設けられている。
駅舎の右隣にはロングアイランド鉄道ベイ・リッジ支線に並行して西に延びる歩道橋があり、1ブロックも行かないうちにIRTニューロッツ線ジュニアス・ストリート駅のエントランスに出る。現在はリヴォニア・アベニュー駅とジュニアス・ストリート駅の間は改札外乗換となり有料だが、利用者の増加や周辺の宅地開発計画を受けて、この歩道橋を両駅間の改札内連絡通路にしようという提案がなされている。この提案は2015年-2019年の投資計画において予算の割り当てを受けた。また、障害を持つアメリカ人法で定められたアクセシビリティ・ガイドラインを満足するよう改修することも計画されている。
カナーシー方面ホームには歩道橋に直接出られる出口があり、HEET自動改札機2台と非常口、小さな階段が設けられている。